# Ministerium der Finanzen Rheinland-Pfalz
Das Ministerium der Finanzen Rheinland-Pfalz ist eine oberste Landesbehörde mit Sitz in der Landeshauptstadt Mainz. Es ist neben der Staatskanzlei eines der neun Ministerien der Landesregierung von Rheinland-Pfalz. Derzeitige Amtsinhaberin ist Doris Ahnen (SPD), ihr steht Stephan Weinberg als Staatssekretär zur Seite.

## Organisation
Das Ministerium ist in folgende Abteilungen gegliedert:
- Ministerbüro
- Abteilung FG: Finanzwissenschaftliche Grundsätze (zuständig für Grundsatzfragen, Prognosen und Finanzplanung)
- Abteilung 1, Zentralabteilung (zuständig für Personal, Organisation und finanzielles Dienstrecht)
- Abteilung 2, Haushaltsabteilung
- Abteilung 3, Landesvermögen
- Abteilung 4, Steuerabteilung
- Abteilung 5, Bauabteilung

Zudem ist die Landeshauptkasse im Ministerium angesiedelt.

## Nachgeordnete Behörden und Einrichtungen
- Landesamt für Steuern (LfSt) (hervorgegangen aus Oberfinanzdirektion Koblenz)
  - 23 Finanzämter
  - Fachhochschule für Finanzen / Landesfinanzschule in Edenkoben
  - Landesfinanzkasse
- Landesamt für Finanzen (LfF)
  - Amt für Wiedergutmachung
  - Landesfamilienkasse
- oberste Bauaufsichtsbehörde
  - Landesbetrieb Liegenschafts- und Baubetreuung (LBB)
  - Amt für Bundesbau

## Sitz

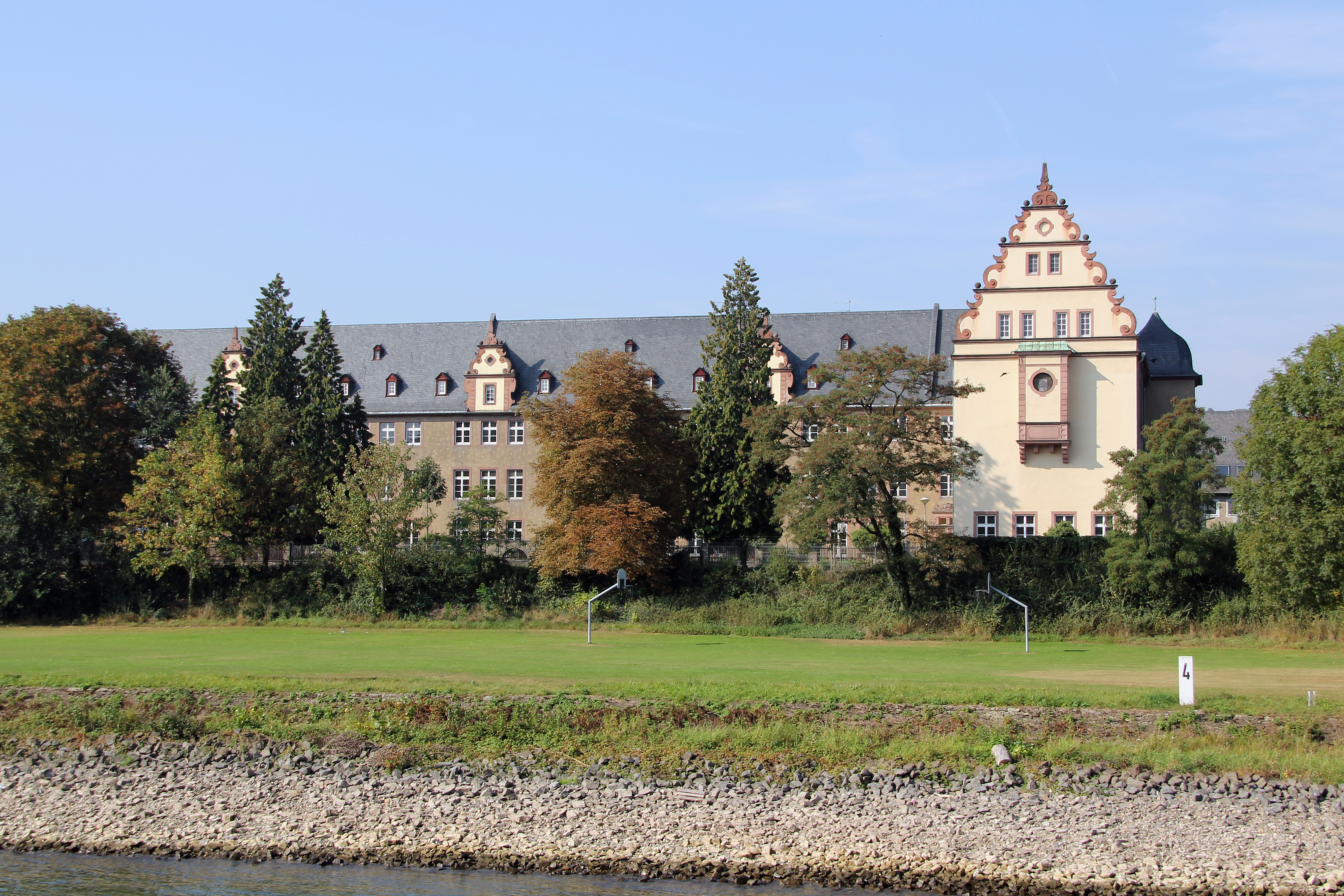
Der damalige erste Sitz des Finanzministeriums in Koblenz-Oberwerth

Der erste Sitz des Ministeriums für Finanzen, Wirtschaft und Wiederaufbau war das vormalige Königlich Preußische Lehrerinnenseminar in Koblenz. Mit der Verlagerung der Landesregierung nach Mainz bezog das Finanzministerium Anfang 1951 ein Gebäude in der Neubrunnenstraße 2, heute Mainzer Volksbank. Teile des Ministeriums wurden im Stadioner Hof (Große Bleiche 15), und im Staatlichen Hochbauamt (Schillerstraße 9) untergebracht.
Die Unterbringung aller Abteilungen wurde 1964 möglich. Zusammen mit anderen Ministerialgebäuden war in der Kaiser-Friedrich-Straße 1 das neue Dienstgebäude des Finanzministeriums im neuen Regierungsviertel entstanden.
Mit dem Zuwachs von Aufgaben und Personal war auch das Dienstgebäude zu eng geworden. Im Zuge der Neugestaltung des Regierungsviertels konnte ein Erweiterungsbau für das Finanzministerium realisiert werden. Das mit der Hauptfront zur Bauhofstraße ausgerichtete Gebäude trägt die Anschrift Kaiser-Friedrich-Straße 5. Es wurde im Sommer 1998 bezogen.

## Finanzminister seit 1946

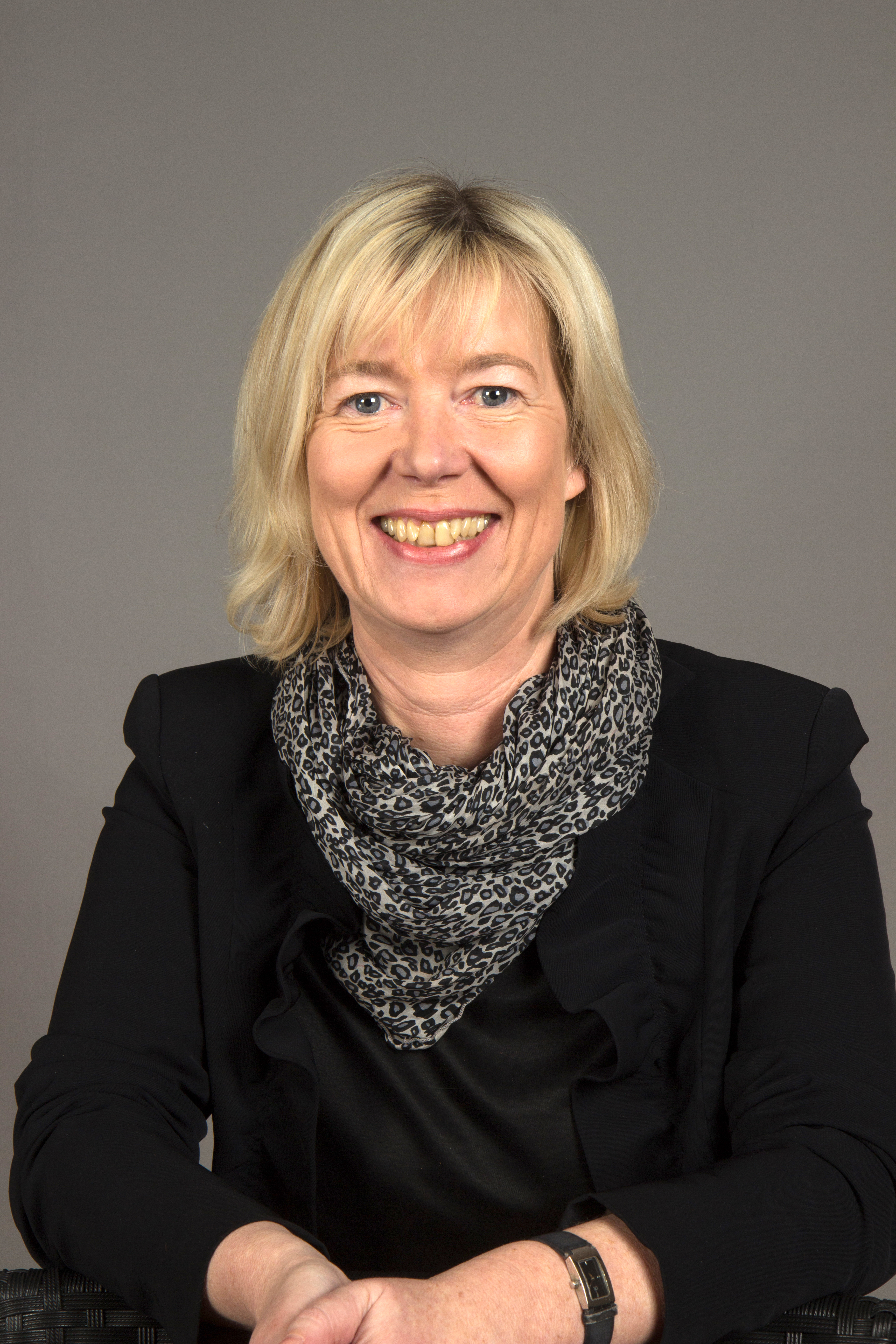
Ministerin Doris Ahnen (SPD)

| Name                                            | Amtsantritt                                                 | Kabinett                                 | Partei                               |
| Minister für Wirtschaft und Finanzen            | Minister für Wirtschaft und Finanzen                        | Minister für Wirtschaft und Finanzen     | Minister für Wirtschaft und Finanzen |
| ----------------------------------------------- | ----------------------------------------------------------- | ---------------------------------------- | ------------------------------------ |
| Hanns Haberer                                   | 3. Dezember 1946                                            | Boden I                                  | CDU                                  |
| Minister für Ernährung, Wirtschaft und Finanzen |                                                             |                                          |                                      |
| Oskar Stübinger                                 | 13. Juni 1947                                               | Boden II                                 | CDU                                  |
| Minister für Finanzen                           |                                                             |                                          |                                      |
| Hans Hoffmann                                   | 9. Juli 1947                                                | Altmeier I                               | SPD                                  |
| Minister für Finanzen und Wiederaufbau          |                                                             |                                          |                                      |
| Hans Hoffmann                                   | 9. April 1948                                               | Altmeier I                               | SPD                                  |
| Oskar Stübinger (kommissarisch)                 | 20. Oktober 1949                                            | Altmeier I                               | CDU                                  |
| Hans Hoffmann                                   | 14. Dezember 1949                                           | Altmeier I                               | SPD                                  |
| Wilhelm Nowack                                  | 13. Juni 1951 1. Juni 1955                                  | Altmeier II Altmeier III                 | FDP                                  |
| Hans Georg Dahlgrün                             | 11. November 1958                                           | Altmeier III                             | parteilos                            |
| Fritz Glahn                                     | 19. Mai 1959 18. Mai 1963                                   | Altmeier IV Altmeier V                   | FDP                                  |
| Hermann Eicher                                  | 26. April 1966 18. Mai 1967 19. Mai 1969                    | Altmeier V Altmeier VI Kohl I            | FDP                                  |
| Minister für Finanzen                           |                                                             |                                          |                                      |
| Johann Wilhelm Gaddum                           | 18. Mai 1971 20. Mai 1975 2. Dezember 1976 18. Mai 1979     | Kohl II Kohl III Vogel I Vogel II        | CDU                                  |
| Carl-Ludwig Wagner                              | 12. Juni 1981 18. Mai 1983 23. Juni 1987                    | Vogel II Vogel III Vogel IV              | CDU                                  |
| Emil Wolfgang Keller                            | 8. Dezember 1988                                            | Wagner                                   | CDU                                  |
| Edgar Meister                                   | 21. Mai 1991                                                | Scharping                                | SPD                                  |
| Gernot Mittler                                  | 13. Oktober 1993 26. Oktober 1994 20. Mai 1996 18. Mai 2001 | Scharping Beck I Beck II Beck III        | SPD                                  |
| Ingolf Deubel                                   | 18. Mai 2006                                                | Beck IV                                  | SPD                                  |
| Carsten Kühl                                    | 7. Juli 2009 18. Mai 2011 16. Januar 2013                   | Beck IV Beck V Dreyer I                  | SPD                                  |
| Doris Ahnen                                     | 12. November 2014 18. Mai 2016 18. Mai 2021 10. Juli 2024   | Dreyer I Dreyer II Dreyer III Schweitzer | SPD                                  |